# Divisions administratives de la Palestine ottomane
Dans l'Empire ottoman, la Palestine ne constitue pas une entité administrative, son territoire étant réparti entre trois sandjaks (Jérusalem, Acre et Naplouse), rattachés à différentes provinces de l'empire (Damas, Sidon, Beyrouth).
Au milieu du XIXe siècle, le sandjak de Jérusalem est administré directement depuis la capitale impériale, Constantinople.

## Contexte
La Palestine, région située entre le mont Liban au nord, le Jourdain à l'est et le désert du Néguev au sud, est conquise par le sultan turc ottoman Sélim Ier en 1516 à la suite d'une guerre contre le sultanat mamelouk d'Égypte. Après avoir pris en 1453 Constantinople, l'empire ottoman était alors en expansion, tant vers l'Afrique du Nord que vers le Sud-Est de l'Europe.
La région de Palestine correspond à l'ancienne province romaine de Syrie-Palestine (390-638), auparavant appelée province de Judée (6-390), elle-même issue des royaumes juifs depuis l'époque de Salomon : elle inclut les pays de Judée, Galilée et Samarie, avec les villes de Jérusalem, Jaffa (aujourd'hui : Tel Aviv-Jaffa), Acre (au nord de l'actuelle Haïfa), Tibériade et Hébron. 
Les chrétiens, pour qui c'est un haut lieu de pèlerinage, lui donnent couramment le nom de Terre sainte, notamment depuis l'époque des croisades (1099-1270). Pour les juifs, c'est la Terre d'Israël, le pays dont ils ont été chassés par les Romains au Ier siècle et au IIe siècle. C'est aussi un lieu qui importe à l'islam, notamment Jérusalem, moindre cependant que les villes saintes d'Arabie, La Mecque et Médine.

## Les sandjaks de Palestine

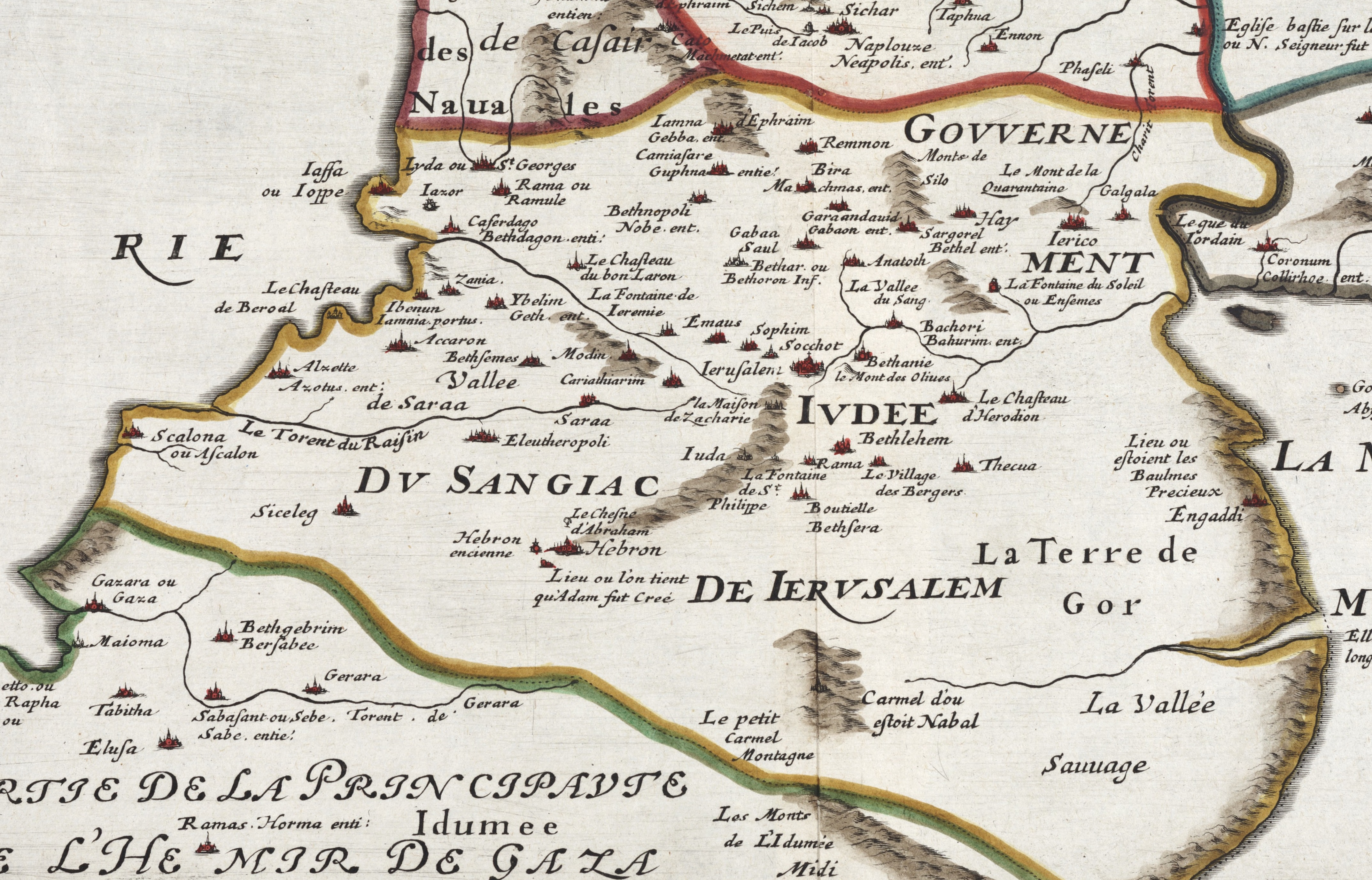
Carte du Sandjak de Jérusalem en 1657, par Philippe de la Rue.

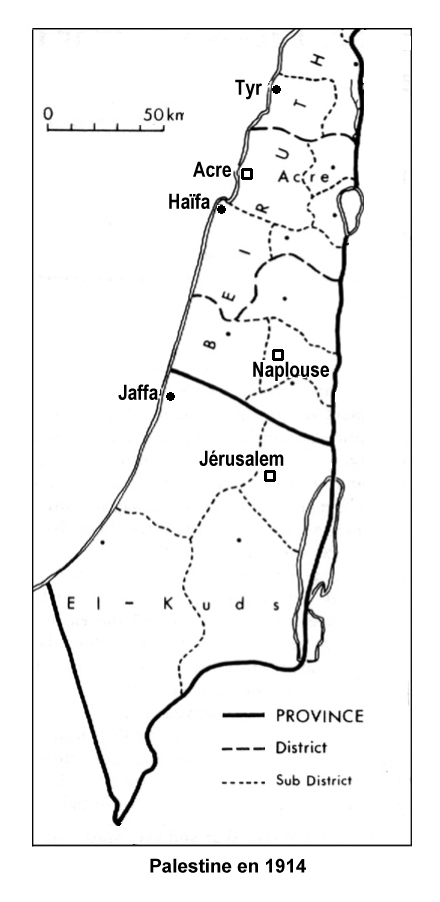
Divisions administrative de la Palestine en 1914

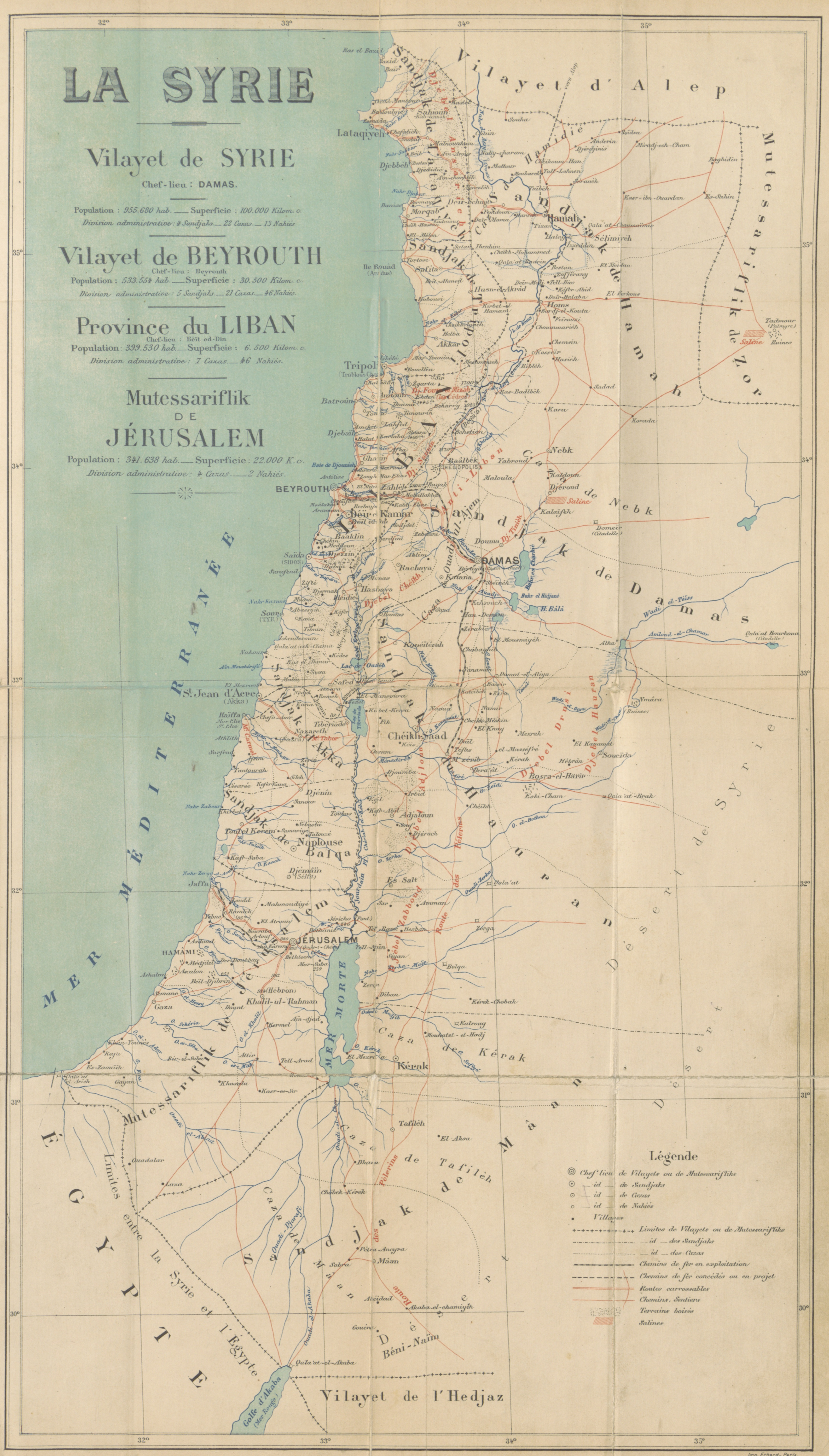
Carte des trois sandjiacs de Palestine 1896, par Vital Cuinet.

Au début de l'empire ottoman, au XVIe siècle, toute la région est incluse dans le Pachalik de Damas, distinct de la partie nord de l'actuelle Syrie formant avec une partie de la Turquie une wilaya dont Aleppo était la capitale. La wilaya contrôlée par Damas incluait donc Jérusalem aussi bien que Gaza, Naplouse, Baalbek, Homs, Hama et Tripoli. La Palestine proprement dite était divisée en les sanjaks de Gaza, Jérusalem, Naplouse et Safed.
Au cours des 400 ans de domination ottomane, ces divisions ont subi des changements dus à l'évolution des rapports entre le gouvernement de Constantinople et les gouverneurs de district. Durant toute cette période le nom Palestine ou "Filistin" en arabe a été ostensiblement banni.
Les principales évolutions interviennent au XIXe siècle et sont les suivantes.
Sandjak de Jérusalem
La région de Jérusalem est détachée de la Syrie à partir de 1856 pour former le Moutassarifat de Jérusalem, sandjak rattaché à Constantinople et appelé  “Mutessarif El Kuds”, en référence à Jérusalem,.
Sandjak de Naplouse
Le sandjak de Naplouse est créé après la conquête ottomane de la Palestine et rattaché à la province de Damas. 
En 1888, il est transféré au vilayet de Beyrouth.
Sandjak d'Acre
Le sandjak d'Acre (arabe : سنجق صفد ; turc : Safed Sancağı) est créé au début du xviiie siècle et rattaché au gouvernorat de Sidon. 
En 1888, il est transféré au vilayet de Beyrouth.

## Ultimes délimitations
L'année 1873 vit les délimitations ottomanes définitives, qui restèrent stables jusqu'à la Première Guerre mondiale, hormis quelques modifications mineures. 
Le nord de la Palestine appartenait au vilayet de Beyrouth, au nord de la ligne Jaffa-Jéricho, comprenant les sanjaks de Beyrouth (incluant Sidon, Tyr et Marjayoun), d'Acre (incluant Haïfa, Safed, Nazareth et Tibériade), enfin de Naplouse (incluant Jénine et Tulkarem). 
Le district spécial de Jérusalem, dit El-Kuds, avait des limites sud coïncidant avec la limite de la zone habitée, agrandie après la construction de Beersheba en 1900 et l'expansion  ottomane dans le Néguev central.  
Au sud, la majeure partie du Néguev appartenait à la province du Hedjaz, qui incluait le Sinaï et la partie occidentale de la péninsule arabique. 

### Frontière avec l'Égypte
L'année 1906 connu la crise du golfe d'Aqaba et une modification qui détermina la frontière nord-est de l'Égypte. Théoriquement ottomane, l'Égypte était passé sous contrôle britannique depuis 1882 et Lord Cromer, consul au Caire, lançait des actions militaires et diplomatiques pour parvenir a une frontière officielle protégeant les accès au canal de Suez.
Le 14 mai 1906, le sultan ottoman accepta de tracer une séparation avec la péninsule du Sinaï. Cette frontière reliait, en ligne droite, un point à l'ouest de Rafah à un point du golfe d'Aqaba situé à 5 kilomètres à l'ouest d'Aqaba.